# 4 måneder, 3 uger og 2 dage
4 måneder, 3 uger og 2 dage (rumænsk: 4 luni, 3 săptămâni şi 2 zile) er en  rumænsk film fra 2007 skrevet og instrueret af Cristian Mungiu. Den vandt Palme d'Or og FIPRESCI Award på 2007 Cannes Film Festival.
Filmen foregår i det kommunistiske Rumænien i de sidste år af Nicolae Ceauşescu æra. Den fortæller historien om to studerende, bofæller på universitetets kollegium, der forsøger at arrangere en illegal abort. Efter at have sin verdensomspændende debut i Cannes, havde filmen sin rumænske debut den 1. juni 2007, ved Transilvania International Film Festival.